# Maróthy Kálmán
Marótegyházi Maróthy Kálmán János (Rozsály, 1876. február 11. – Budapest, 1945. május 7.) magyar mérnökkari ezredes, szobrászművész, építész volt.

## Családja
Maróthy Kálmán a Szatmár megyei Rozsályon született Maróthy János földbirtokos és Danczinger Friderika gyermekeként a nemes Maróthy családban. 1904. december 17-én kötött házasságot Budapest IX. kerületében sipeki Balás Elek és Hőger Mária lányával, Emmával. Gyermekeik: Pál, Marót, Mária. Testvére Maróthy Margit (1873–1955) a Nemzeti Színház örökös tagja, a Farkas-Raskó gyűrű kitüntetettje (1896). Indiai utazásai után a Bhagavad-gíta első magyar fordítója.[forrás?]
Katonai iskolát végzett, később mérnökkari ezredessé léptették elő.[forrás?] Építészként is dolgozott, de szobrokat is készített: több családi vonatkozású szobra a rimaszombati Gömöri Múzeumban található.[forrás?] 1919-ben az Országos Munkaügyi Tanács Magasépítési szakosztályának hivatalos tagjaként tartották nyilván.
A két világháború közötti időben előszeretettel tervezett neoeklektikus stílusokban, így nyíregyházi múzeumépületét neoklasszicista stílusban, fővárosi kórházát neobarokk stílusban tervezte meg. Egy ideig az ő irodájában dolgozott kezdő építészként Rimanóczy Gyula, ifj. Ybl Miklós, és Kiss Tibor. Tagja volt 1909 óta a Magyar Mérnök- és Építész-Egyletnek.

## Ismert épületei
- 1908: Adorján-ház, Budapest, Mozdony út 12967. hrsz.[11]
- 1911: lakóház, Budapest, Alkotás u. 7.[12] (díszeitől megfosztva)
- 1911–1915: Maróthy Kálmán és Gömöry Olivérné műtermes villája, Budapest, Szirtes út 5/a.[13][14]
- 1916: a Lembergi Hadikiállítás hadiépítés pavilonja, Ukrajna, Lemberg (ma: Lviv)[15]
- 1924–1925: Magyar Királyi Pénzügyigazgatóság (1974-től Jósa András Múzeum),[16] Nyíregyháza, Benczúr tér 21.[5][17]
- 1927: háromemeletes épület a Magyar Királyi Központi Statisztikai Hivatal telkén, Budapest, Keleti Károly u. 13.245. hrsz.[18]
- 1928–1929: közfürdő (ma: Dandár utcai gyógyfürdő),[19] Budapest, Dandár utca 5-7. (K. Császár Ferenccel és Rimanóczy Gyulával közös munka)[20]
- 1930–1931: Fővárosi Szeretet Otthon  (ma: Bajcsy-Zsilinszky Kórház), Budapest, Maglódi út 89-91. (Szabolcs Ferenccel és Rimanóczy Gyulával közös munka)[21][22]
- Fülészeti Klinika, Budapest[forrás?]
- Politechnikum főkapuja, Zólyom[forrás?]
- több budapesti építészeti pályázat nyertese[forrás?]

### Egyéb munkák
- 1907: a Honvédmenedékház restaurálása, átalakítása, Budapest[23]

## Képtár

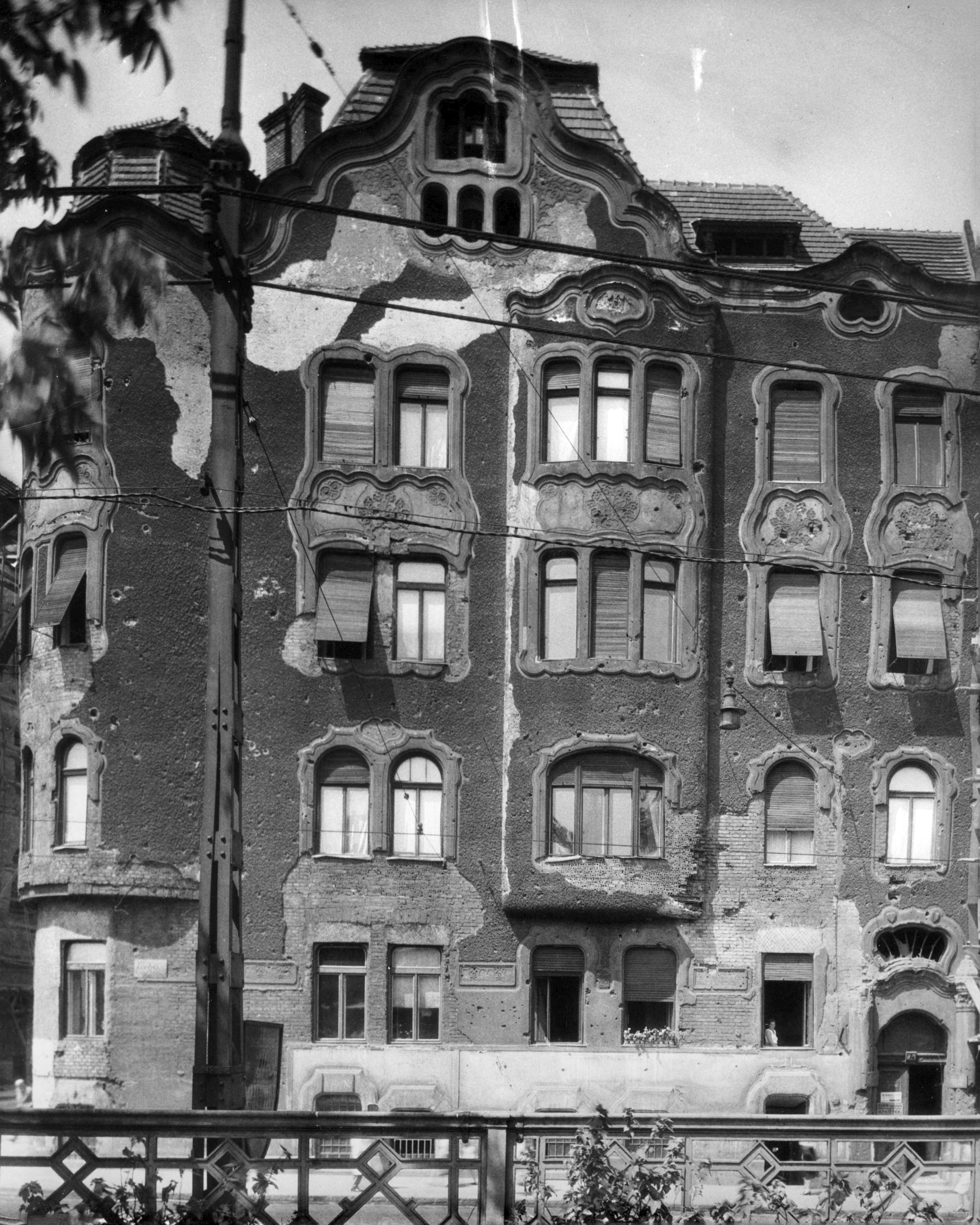
lakóház, Budapest, Alkotás u. 7/a.
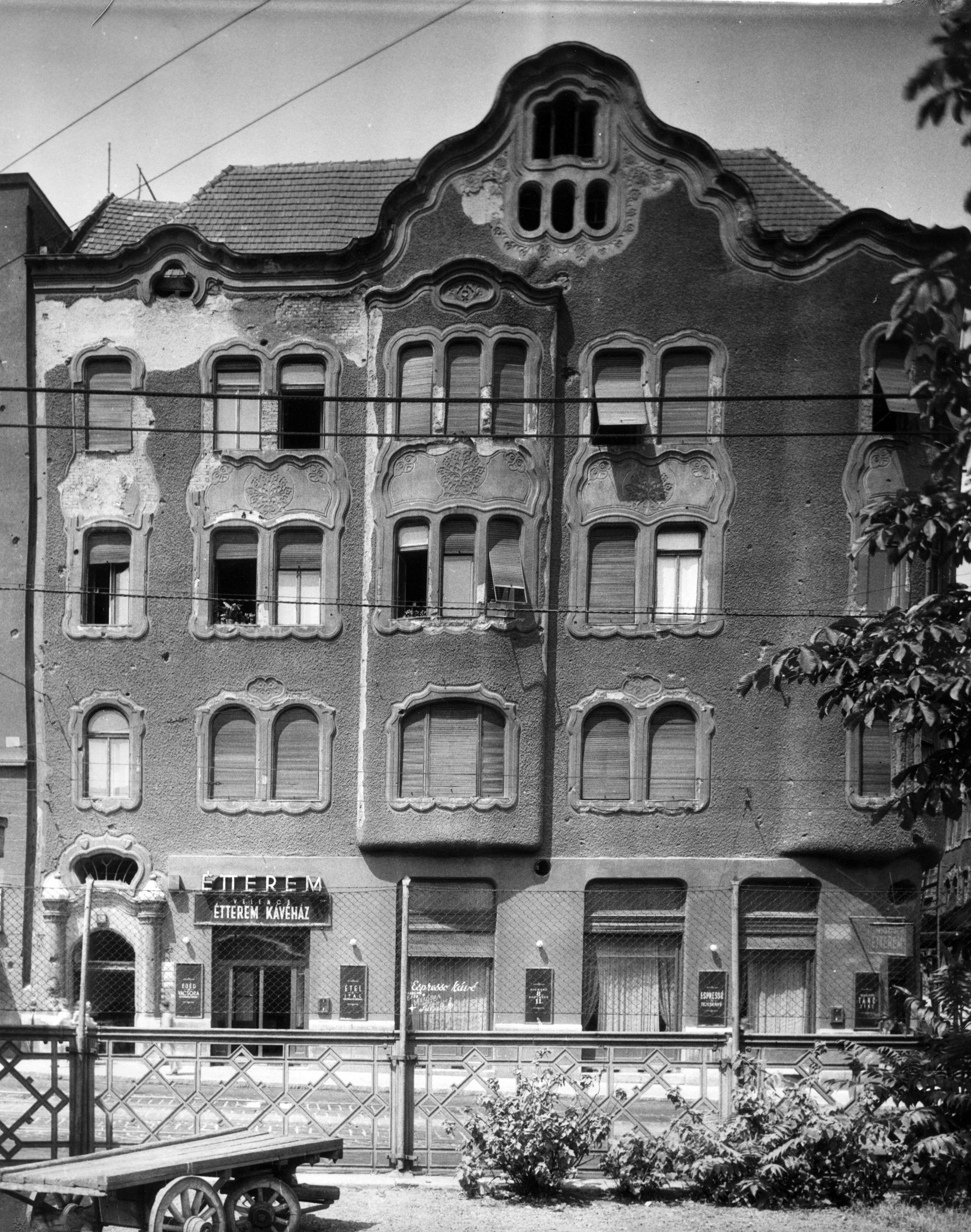
lakóház, Budapest, Alkotás u. 7/b.
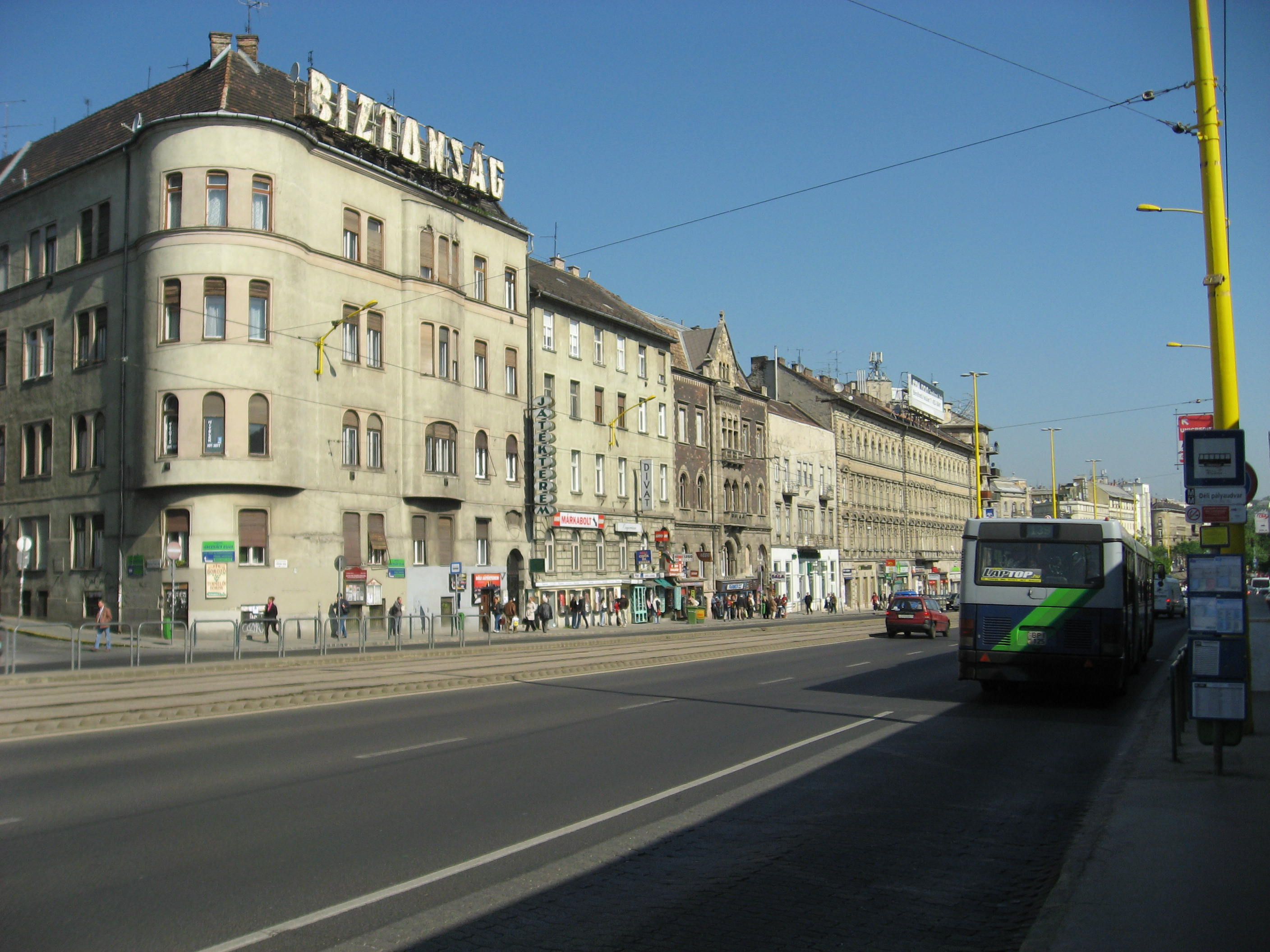
lakóház, Budapest, Alkotás u. 7/a. napjainkban
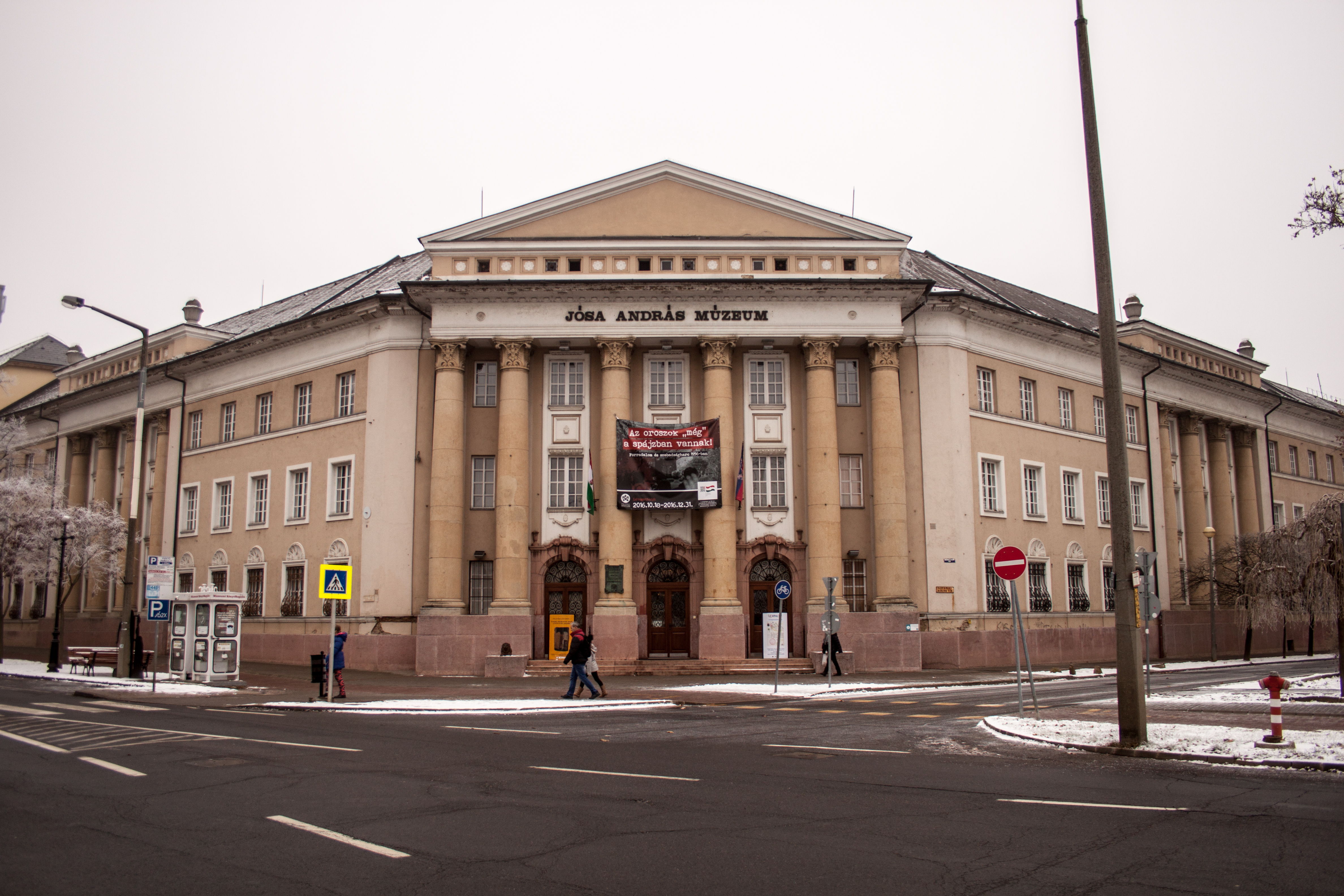
Jósa András Múzeum, Nyíregyháza
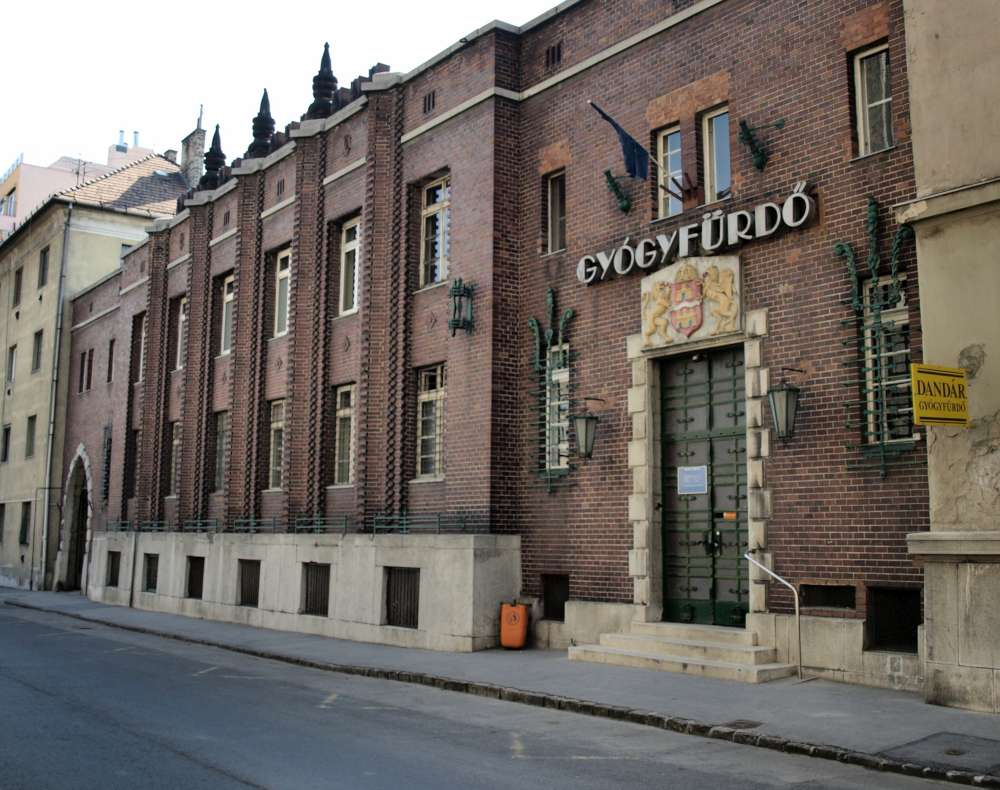
Dandár utcai gyógyfürdő, Budapest
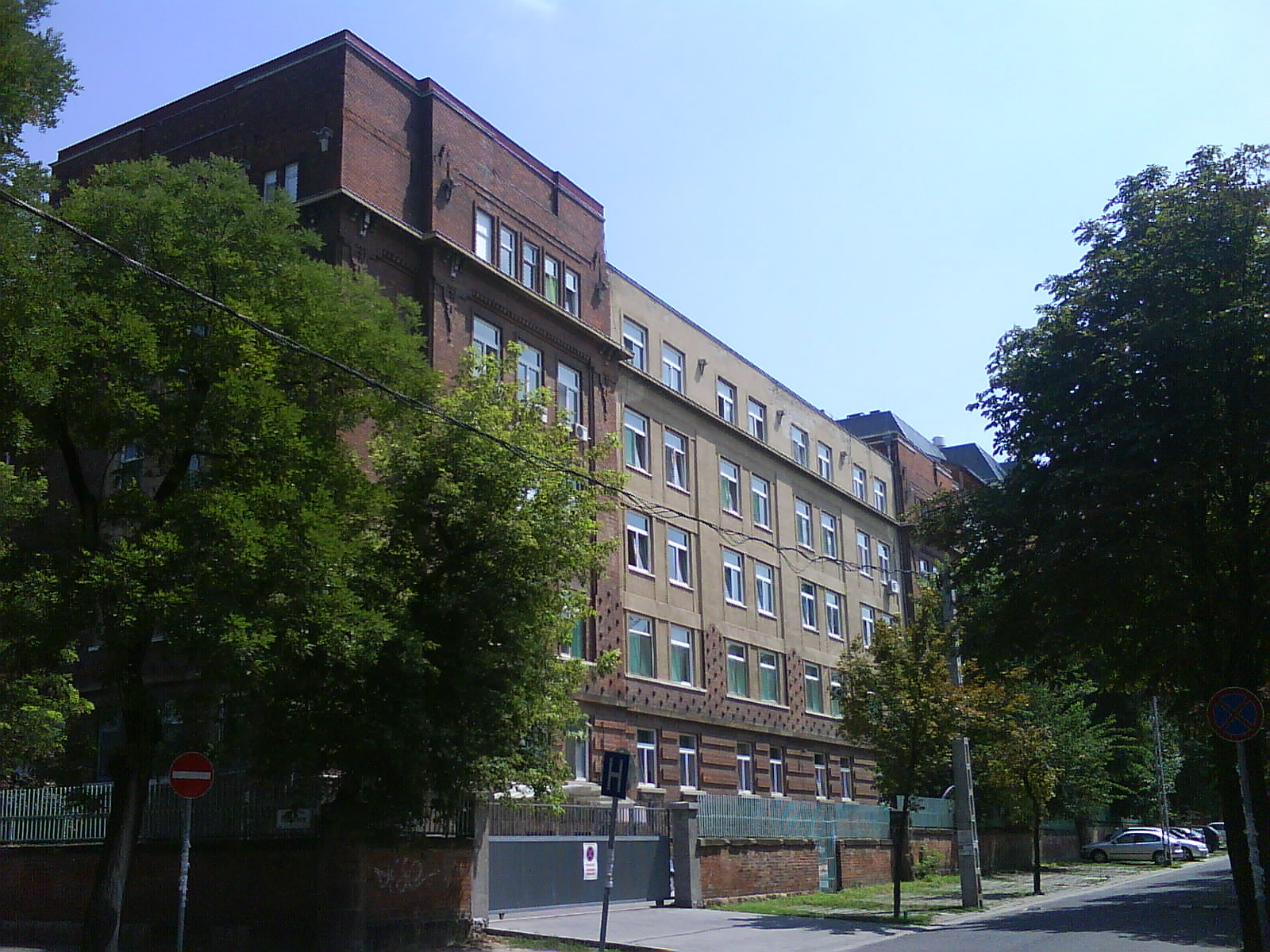
Bajcsy-Zsilinszky Kórház, Budapest

## Egyéb külső hivatkozások
- https://axioart.com/tetel/marothy-kalman-1886-1945-mernokkari-ezredes-szobraszmuv